# Surendra Mohan Singh Chadha
Surendra Mohan Singh Chadha es un diplomático, indio jubilado.
- Surendra Mohan Singh Chadha es hijo de Nihal y Manohar Singh.
- En octubre de 1960 entró al Indian Foreign Service y fue empleado en Moscú, Varsovia y la misión ante la Sede de la Organización de las Naciones Unidas en Nueva York.
- De diciembre de 1974 a octubre de 1978 fue embajador en Buenos Aires con acreditación en Montevideo y Asunción.
- De 30 de octubre de 1978 a 1980 fue embajador en Jartum con acreditación en Yamena (Chad).
- De 1992 a 1995 fue Dekan del Foreign Service Institute, India.[1]